# Tienshanite
La tienshanite è un minerale.